# Hyperolius glandicolor
Espèce
Synonymes
- Hyperolius striolatus Peters, 1882
- Megalixalus pantherinus Steindachner, 1891
- Rappia ferniquei Mocquard, 1902
- Rappia symetrica Mocquard, 1902
- Rappia platyrhinus Procter, 1920
- Hyperolius goetzei Ahl, 1931
- Hyperolius coeruleopunctatus Ahl, 1931
- Hyperolius scheffleri Ahl, 1931
- Hyperolius pulchromarmoratus Ahl, 1931
- Hyperolius albolabris Ahl, 1931
- Hyperolius bergeri Ahl, 1931
- Hyperolius marmoratus ommatostictus Laurent, 1951
- Hyperolius viridiflavus pitmani Laurent, 1952 "1951"
- Hyperolius viridiflavus ngorongoriensis Schiøtz, 1975
- Hyperolius orkarkarri Drewes, 1997

Statut de conservation UICN

 LC  : Préoccupation mineure
Hyperolius glandicolor est une espèce d'amphibiens de la famille des Hyperoliidae.

## Répartition
Cette espèce se rencontre dans le sud de la Somalie, dans le sud du Kenya, dans le Sud de l'Ouganda, en Tanzanie, au Rwanda et au Burundi. Sa présence est incertaine en République démocratique du Congo, au Malawi et au Mozambique.

## Publication originale
- Peters, 1878 : Über die von Hrn. J. M. Hildebrandt während seiner letzten ostafrikanischen Reise gesammelten Säugethiere und Amphibien. Monatsberichte der Königlich preussischen Akademie der Wissenschaften zu Berlin, vol. 1878, p. 194–209 (texte intégral).